# Тейлор Менсон
Тейлор Менсон (англ. Taylor Manson, 29 вересня 1999) — американська легкоатлетка, яка спеціалізується в спринті, чемпіонка світу 2018 року серед юніорів.

## Основні міжнародні виступи
| Рік            | Змагання                      | Місто          | Місце          | Дисципліна          | Примітки       |
| Виступи за США | Виступи за США                | Виступи за США | Виступи за США | Виступи за США      | Виступи за США |
| -------------- | ----------------------------- | -------------- | -------------- | ------------------- | -------------- |
| 2018           | Чемпіонат світу серед юніорів | Тампере        | 3              | 400 метрів          | [ 4 ]          |
| 2018           | 1                             | 4х400 метрів   | [ 5 ]          |                     |                |
| 2021           | Олімпійські ігри              | Токіо          | 3 (з.)         | 4×400 метрів, мікст | SB             |